# Бугри (Парабельський район)
Бугри́ (рос. Бугры) — присілок у складі Парабельського району Томської області, Росія. Входить до складу Парабельського сільського поселення.

## Населення
Населення — 233 особи (2010; 249 у 2002).
Національний склад (станом на 2002 рік):
- росіяни — 87 %